# Kommunikációs Dikasztérium

Római Kúria
Kommunikációs Dikasztérium

A Kommunikácós Dikasztérium (latinul: Dicasterium pro communicatione) a Római Kúriának Ferenc pápa által 2015. június 29-én létrehozott szerve, amely a pápa, illetve Vatikán kommunikációért felelős.

## A dikasztérium létrehozása és céljai
A Pápai Kommunikációs Titkárságot Ferenc pápa l’Istituzione della Segreteria per la Comunicazione kezdetű apostoli rendelkezésével (motu proprio-jával) hozta létre 2015. június 29-én. 
A Titkárság létrehozása egy hosszabb folyamat vége, mely a 2015. április 30-án felállított Vatikáni Médiabizottság javaslatát vitte át a gyakorlatba. A pápa célja az új Titkárság létrehozásával az egységes kommunikáció magasabb szintre juttatása volt, valamint az a remény, hogy így a Szentszék kommunikációs rendszere jobban válaszol majd az egyház küldetésének igényeire.
A szervezetet Ferenc pápa 2018. június 23-án nevezte át Kommunikációs Dikasztériumra, a Bíborosi Tanács javaslatára.
Az új intézmény az alábbi vatikáni szerveket foglalja egybe:
- Tömegkommunikáció Pápai Tanácsa
- Szentszék Sajtóterme
- Vatikáni Internetes Szolgáltatás
- Vatikáni Rádió
- Vatikáni Televíziós Központ
- L’Osservatore Romano
- Vatikáni Nyomda
- Fotó Szolgáltató
- Vatikáni Könyvkiadó

## Jelenlegi vezetése
| Név, beosztás                                                       | Országa                   | Korábbi beosztás, foglalkozás                             |
| ------------------------------------------------------------------- | ------------------------- | --------------------------------------------------------- |
| Paolo Ruffini prefektus                                             | Olaszország               | az Olasz Püspöki Konferencia televíziójának igazgatója    |
| Andrea Tornielli főszerkesztő                                       | Olaszország               | újságíró, Vatikán-szakértő                                |
| Alessandro Gisotti helyettes főszerkesztő                           | Olaszország               | a Kommunikációs Dikasztérium közösségi média koordinátora |
| Sergio Centofanti helyettes főszerkesztő                            | Olaszország               | a Vatikáni Rádió munkatársa                               |
| Thaddeus M. Jones irodavezető                                       | Amerikai Egyesült Államok | a Tömegtájékoztatás Pápai Tanácsa hivatalnoka             |
| Andrea Monda L'Osservatore Romano igazgatója                        | Olaszország               | író, esszéíró                                             |
| Matteo Bruni a Szentszéki Sajtóterem igazgatója, szentszéki szóvivő | Egyesült Királyság        | a Szentszéki Sajtóterem munkatársa                        |
| Cristaine Murray a Szentszéki Sajtóterem igazgatóhelyettese         | Brazília                  | a Vatikáni Rádió brazil szerkesztőségének munkatársa      |
| Romilda Ferrauto szóvivői főtanácsadó                               | Franciaország             | a Vatikáni Rádió francia szerkesztőségének vezetője       |

## Korábbi prefektusok
- Dario Edoardo Viganó (2015. június 27. – 2018. március 21.)